# Éroudeville
Éroudeville est une commune française, située dans le département de la Manche en région Normandie, peuplée de 180 habitants.

## Géographie
| Saint-Cyr | Montebourg   | Montebourg                 |
| Saint-Cyr | Éroudeville  | Saint-Floxel, Écausseville |
| Le Ham    | Écausseville | Écausseville               |

### Géologie
Pour un article plus général, voir Plain : Géologie.
Une ancienne carrière fut ouverte dans les sables fluviatiles du Trias. Les cailloutis d'Éroudeville se rencontrent aussi bien au-dessus des flysch briovériens que sur le Permien du bassin de Littry.

### Hydrographie
La commune est située dans le bassin Seine-Normandie. Elle est drainée par la Durance et le fossé 01 de la commune d'Eroudeville,,.

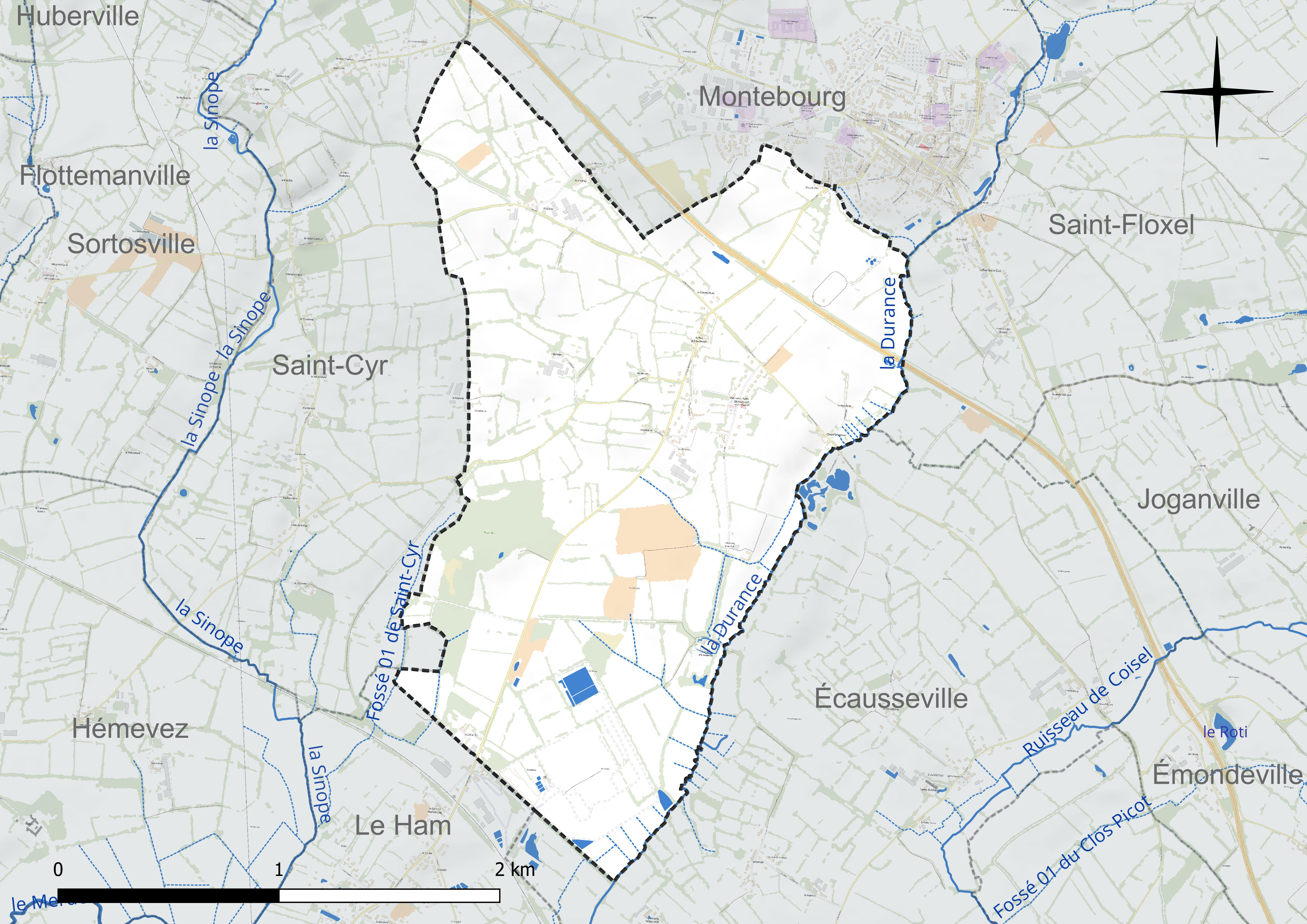
Réseau hydrographique d'Éroudeville.

### Climat
Pour des articles plus généraux, voir Climat de la Normandie et Climat de la Manche.
En 2010, le climat de la commune est de type climat océanique franc, selon une étude du CNRS s'appuyant sur une série de données couvrant la période 1971-2000. En 2020, Météo-France publie une typologie des climats de la France métropolitaine dans laquelle la commune est exposée à un climat océanique et est dans la région climatique  Normandie (Cotentin, Orne), caractérisée par une pluviométrie relativement élevée (850 mm/a) et un été frais (15,5 °C) et venté. Parallèlement le GIEC normand, un groupe régional d’experts sur le climat, différencie quant à lui, dans une étude de 2020, trois grands types de climats pour la région Normandie, nuancés à une échelle plus fine par les facteurs géographiques locaux. La commune est, selon ce zonage, exposée à un « climat maritime », correspondant au Cotentin et à l'ouest du département de la Manche, frais, humide et pluvieux, où les contrastes pluviométrique et thermique sont parfois très prononcés en quelques kilomètres quand le relief est marqué.
Pour la période 1971-2000, la température annuelle moyenne est de 11 °C, avec une amplitude thermique annuelle de 11,1 °C. Le cumul annuel moyen de précipitations est de 840 mm, avec 13,6 jours de précipitations en janvier et 7,2 jours en juillet. Pour la période 1991-2020, la température moyenne annuelle observée sur la station météorologique la plus proche, située sur la commune de Sainte-Marie-du-Mont à 16 km à vol d'oiseau, est de 11,6 °C et le cumul annuel moyen de précipitations est de 890,0 mm,. Pour l'avenir, les paramètres climatiques de la commune estimés pour 2050 selon différents scénarios d’émission de gaz à effet de serre sont consultables sur un site dédié publié par Météo-France en novembre 2022.

## Urbanisme

### Typologie
Au 1er janvier 2024, Éroudeville est catégorisée commune rurale à habitat dispersé, selon la nouvelle grille communale de densité à sept niveaux définie par l'Insee en 2022.
Elle est située hors unité urbaine et hors attraction des villes,.

### Occupation des sols
L'occupation des sols de la commune, telle qu'elle ressort de la base de données européenne d’occupation biophysique des sols Corine Land Cover (CLC), est marquée par l'importance des territoires agricoles (81,8 % en 2018), en diminution par rapport à 1990 (88,3 %).
La répartition détaillée en 2018 est la suivante : prairies (39,8 %), terres arables (33,3 %), zones agricoles hétérogènes (8,8 %), zones industrielles ou commerciales et réseaux de communication (7,8 %), zones urbanisées (5,5 %), forêts (4,9 %).

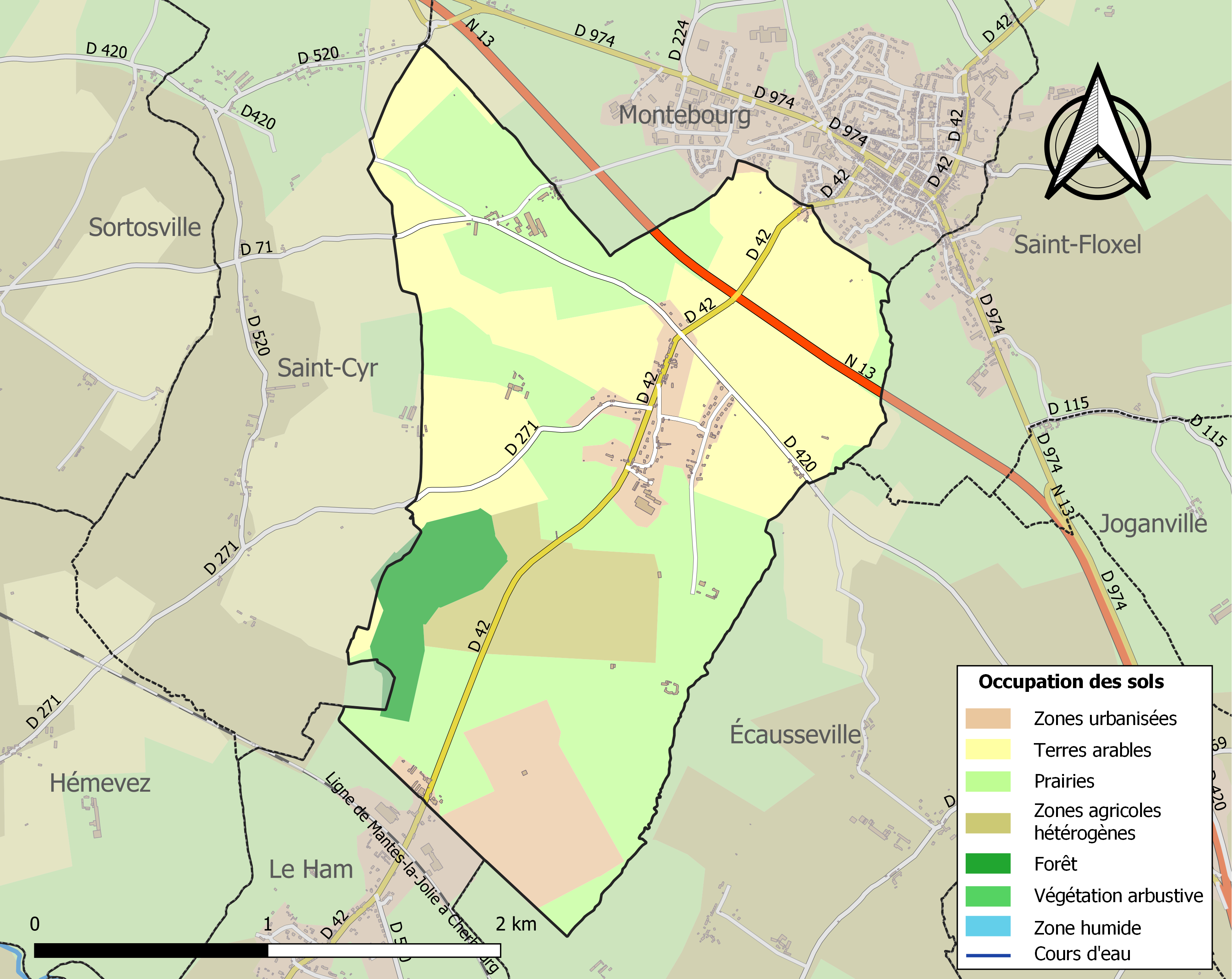
Carte des infrastructures et de l'occupation des sols de la commune en 2018 (CLC).

L'évolution de l’occupation des sols de la commune et de ses infrastructures peut être observée sur les différentes représentations cartographiques du territoire : la carte de Cassini (XVIIIe siècle), la carte d'état-major (1820-1866) et les cartes ou photos aériennes de l'IGN pour la période actuelle (1950 à aujourd'hui).

## Toponymie
Le nom de la localité est attesté sous les formes Arondevilla (sans date), Aroudevilla (sans date), Eroudevilla vers 1280.
Le toponyme serait issu de l'anthroponyme scandinave Harold et de l'ancien français ville dans son sens originel de « domaine rural ». Albert Dauzat émet toutefois des réserves, considérant la disparition du H anormale.
Il est intéressant de noter qu'à Éroudeville, ancienne Aroudeville, existait un gué appelé Aroudevei, constitué de l'ancien normand vé, vey « gué » précédé de l'anthroponyme.
Le gentilé est Éroudevillais.

## Histoire
Furent notamment seigneurs d'Éroudeville, Charles Claude de Bréauté (v. 1665-1711), chevalier, bailli de Cotentin de 1692 à 1700, et Jean Guillaume Lesaunier (1718-1768), conseiller du roi et receveur des eaux et forêts.
À l'emplacement d'une chapelle dédiée à saint Clair fut découvert des sarcophages.

## Politique et administration

### Circonscriptions administratives avant la Révolution
La paroisse d'Éroudeville relevait de l'intendance de Caen, de l'élection de Valognes et de la sergenterie de Pont-l'Abbé.

### Liste des maires
| Période                                  | Période    | Identité         | Étiquette | Qualité     |
| ---------------------------------------- | ---------- | ---------------- | --------- | ----------- |
| 1848                                     | 1871       | Charles Agasse   |           |             |
|                                          |            |                  |           |             |
| 1974                                     | mars 2001  | Charles Thoumine |           |             |
| mars 2001                                | avril 2014 | Hubert Laisney   | SE        | Agriculteur |
| avril 2014                               | En cours   | Marc Lecourt     | SE        | Retraité    |
| Les données manquantes sont à compléter. |            |                  |           |             |

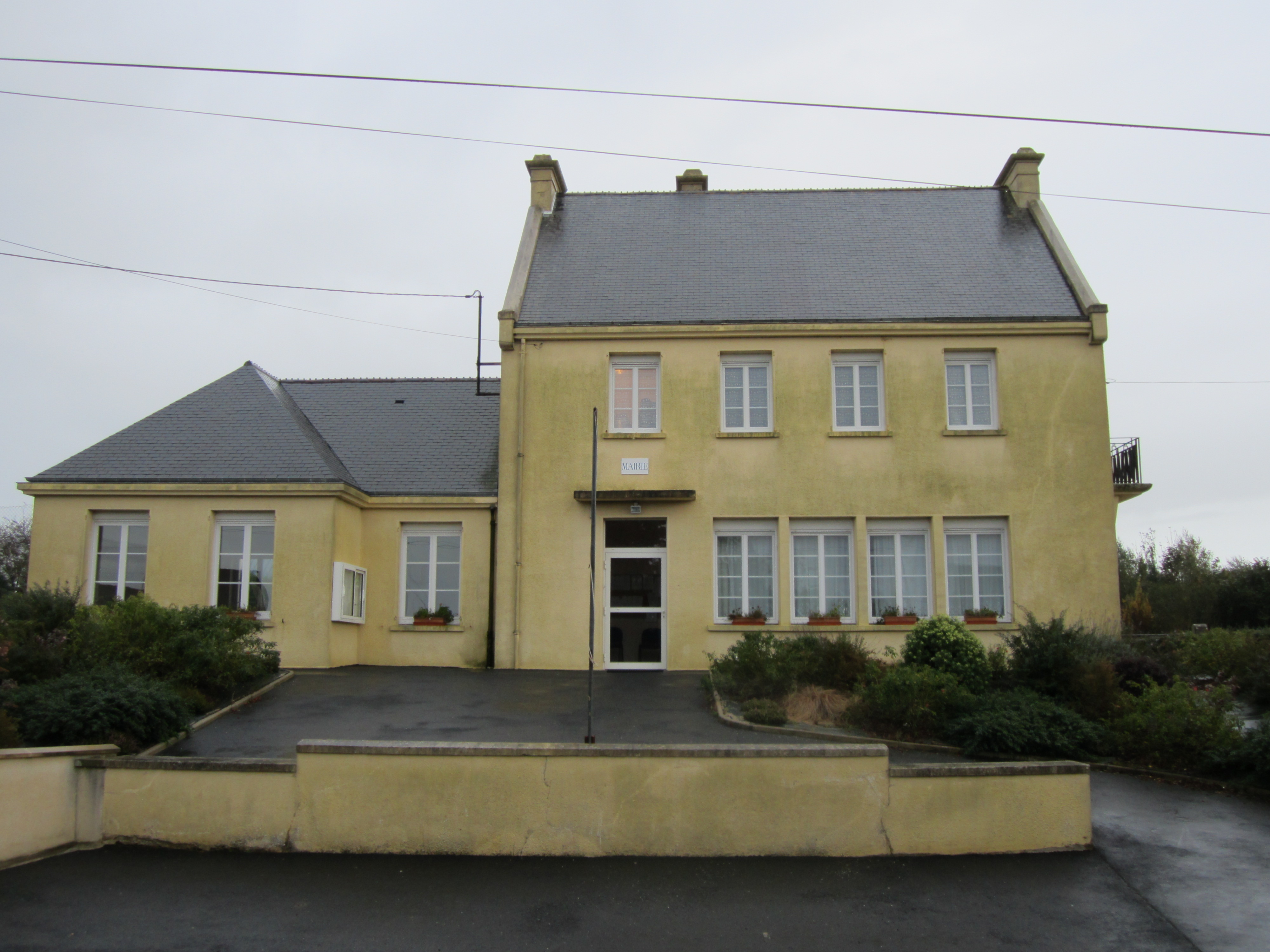
La mairie.

Le conseil municipal est composé de onze membres dont le maire et deux adjoints.

## Population et société

### Démographie

#### Sous l'Ancien régime
En 1722, Masseville donne 37 feux imposables, Saugrain, en 1735, et Dumoulin, en 1765, donnent 48 feux.

#### Depuis la Révolution
L'évolution du nombre d'habitants est connue à travers les recensements de la population effectués dans la commune depuis 1793. Pour les communes de moins de 10 000 habitants, une enquête de recensement portant sur toute la population est réalisée tous les cinq ans, les populations de référence des années intermédiaires étant quant à elles estimées par interpolation ou extrapolation. Pour la commune, le premier recensement exhaustif entrant dans le cadre du nouveau dispositif a été réalisé en 2004.
En 2022, la commune comptait 180 habitants, en évolution de −23,73 % par rapport à 2016 (Manche : −0,31 %, France hors Mayotte : +2,11 %).
Éroudeville a compté jusqu'à 311 habitants en 1841.
| 1793 | 1800 | 1806 | 1821 | 1831 | 1836 | 1841 | 1846 | 1851 |
| ---- | ---- | ---- | ---- | ---- | ---- | ---- | ---- | ---- |
| 249  | 236  | 304  | 290  | 290  | 292  | 311  | 300  | 284  |

| 1856 | 1861 | 1866 | 1872 | 1876 | 1881 | 1886 | 1891 | 1896 |
| ---- | ---- | ---- | ---- | ---- | ---- | ---- | ---- | ---- |
| 248  | 248  | 290  | 220  | 217  | 195  | 191  | 173  | 166  |

| 1901 | 1906 | 1911 | 1921 | 1926 | 1931 | 1936 | 1946 | 1954 |
| ---- | ---- | ---- | ---- | ---- | ---- | ---- | ---- | ---- |
| 162  | 158  | 172  | 182  | 173  | 146  | 177  | 204  | 186  |

| 1962 | 1968 | 1975 | 1982 | 1990 | 1999 | 2004 | 2006 | 2009 |
| ---- | ---- | ---- | ---- | ---- | ---- | ---- | ---- | ---- |
| 201  | 215  | 189  | 202  | 208  | 220  | 244  | 247  | 245  |

| 2014 | 2019 | 2022 | - | - | - | - | - | - |
| ---- | ---- | ---- | - | - | - | - | - | - |
| 239  | 196  | 180  | - | - | - | - | - | - |

## Économie
La commune se situe dans la zone géographique des appellations d'origine protégée (AOP) Beurre d'Isigny et Crème d'Isigny.
Un centre de traitement des déchets a été aménagé dans l'ancienne carrière. Le biogaz produit à partir des biodéchets est valorisé sous forme d'électricité.

## Culture locale et patrimoine

### Lieux et monuments

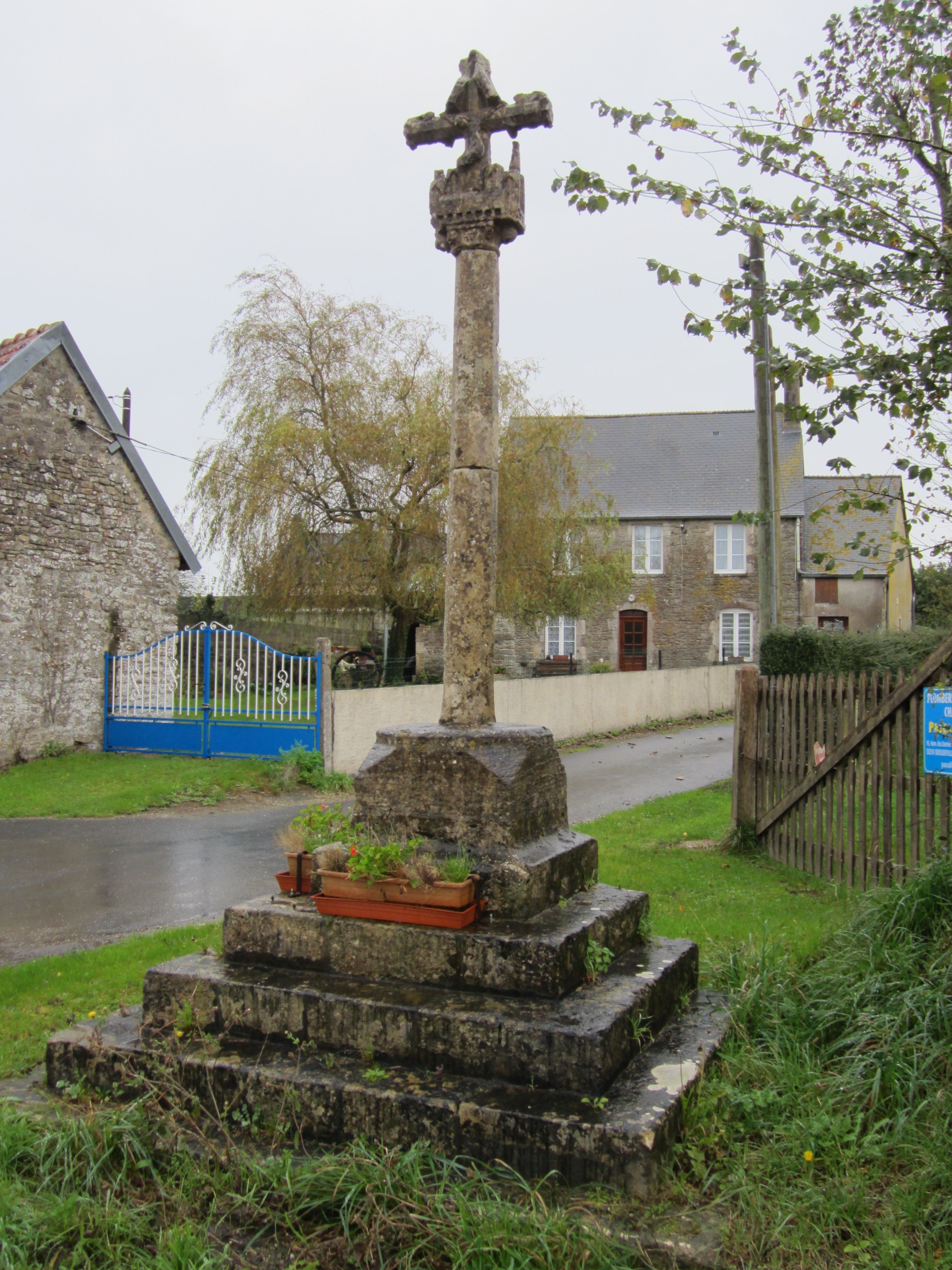
La croix des Damiens.

- Église Notre-Dame de style roman, très rénovée, conservant quelques modillons romans sur la nef, colonnes romanes du portail et grosse tour carrée à la place d'un transept. Son maitre-autel, tabernacle et deux anges adorateurs du XVIIIe, poutre de gloire et christ en croix en ivoire du XVIIIe sont classés au titre objet aux monuments historiques[34],[35]. L'église abrite aussi un cadran solaire du XVIe, des fonts baptismaux du XVIIIe, un tableau du XVIIIe d'après Murallo, un chemin de croix du XXe et une Vierge à l'Enfant du XXe.

À l'entrée de la sacristie plaque funéraire datée de 1691.
- Croix des Damiens des XVe – XVIe siècles. Le calvaire dressé à l'entrée du village est inscrit au titre des monuments historiques par arrêté du 9 juillet 1927[36].
- Calvaire du XVIe siècle sur la route du Ham.
- Manoir de la Cour d'Éroudeville. Ensemble du XVIe – XVIIe siècle très remanié au cours du XVIIIe siècle[37]. En 1722, il était la possession du comte d'Harcourt[23]. Pendant l'Occupation, la terrasse située au sommet de la tour servit de poste d'observation aux Allemands.
- Ancien presbytère du XVIIe siècle.
- Croix des Petites dite croix aux Anglais du XVIIe siècle.
- Croix de cimetière du XVIe siècle.